# Florence Parr Gere
Pour les articles homonymes, voir Parr et Gere.
 (août 2019).
Si vous disposez d'ouvrages ou d'articles de référence ou si vous connaissez des sites web de qualité traitant du thème abordé ici, merci de compléter l'article en donnant les références utiles à sa vérifiabilité et en les liant à la section « Notes et références ».

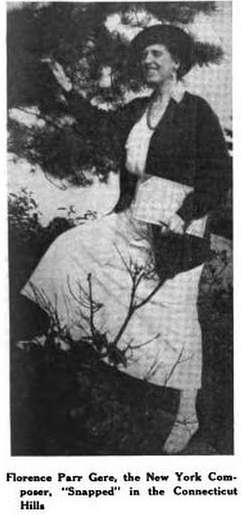
Florence Parr-Gere, tiré d'une publication de 1918.

Florence Parr-Gere (née le 25 avril 1875 et morte après 1963) fut une pianiste et compositrice américaine née au Canada.

## Biographie

### Jeunes années
Florence Beatrice Parr naquit à Yarmouth en Nouvelle-Écosse. Elle était la fille aînée de Florence Parr et Henry Albert Parr. Son père était un dentiste lié à l'école dentaire de l'Université de Pennsylvanie (University of Pennsylvania). La carrière du docteur Parr fut riche en événements remarquables : il fut espion pour les confédérés pendant la Guerre de Sécession et soigna les présidents Ulysses S. Grant et Chester A. Arthur. Florence Parr eut comme professeurs de musique Theodor Leschetizky et Isidor Philipp. Elle étudia la composition musicale à Paris, à Vienne et à New York sous la direction de Max Spicker.

### Carrière
Gere écrivit la musique et les paroles de plusieurs chansons, notamment A New World is Born et I Walked with Anguish in my Heart. Ses compositions furent populaires avec les chanteuses de New York. Johanna Gadski, Maggie Teyte, et Marguerite Namara, entre autres, les apprécièrent. Elle transposa aussi en musique des poèmes écrits par d'autres. Par exemple, elle mit en musique The Devon Maid de John Keats. Elle organisa des rencontres de musiciens dans sa maison de New York. En 1922 elle passa six mois en France et en Suisse. Elle étudia au conservatoire américain de Fontainebleau en compagnie de Aaron Copland qui était donc étudiant en même temps qu'elle. Elle y écrivit Fontainebleau Sketches parmi d'autres compositions qu'elle vendit à l'éditeur de musique français Hamelle. Elle soutint le travail des compositrices et des musiciennes. Elle admirait les compositrices  Amy Beach et Carrie Jacobs Bond.
Florence Parr Gere finança avec la Société de Poésie de Londres un concours : le Concours de Musique et Poèmes Parr-Gere (Parr-Gere Music Poem Contest). Le prix, remis chaque année, récompensait le meilleur poème qui avait pour sujet la musique. Elle fut un membre actif de l'Association Nationale des Compositeurs et Chefs-d'orchestre américains (National Association for American Composers and Conductors) (NAACC), à New York puis à Philadelphie.
En 1964, elle déclara à un journaliste qu'elle composait encore alors qu'elle avait passé quatre-vingts ans. Elle lui dit aussi qu'elle n'écrivait pas de musique moderne, qu'elle pensait qu'il ne fallait pas déconstruire la beauté sonore.

### Vie privée
Florence Parr se maria avec James Belden Gere qui était neurologue et le neveu de l'élu au congrès James J. Belden qui portait le même nom que lui. Florence Parr Gere devint veuve en 1920. Aux alentours de 1960, elle déménagea à Philadelphie pour aider sa jeune sœur, Marion Parr Johnson, dont la santé se détériorait.
Ses archives composées de textes, de compositions musicales et de photographies se trouvent dans la bibliothèque du Congrès (Library of Congress).

## Pour approfondir